# Krister Stendahl
Krister Stendahl (* 21. April 1921 in Stockholm; † 15. April 2008 in Boston, Massachusetts, USA) war ein schwedischer lutherischer Theologe. Er war seit 1954 Professor für Neues Testament an der Harvard Divinity School und 1984–1988 Bischof im Bistum Stockholm. Er hat wesentliche Beiträge zur Förderung von Frauen in Universität und Kirche, zum interreligiösen Gespräch, zum jüdisch-christlichen Dialog und zur Interpretation der Schriften von Paulus geleistet, die zur Neuen Perspektive auf Paulus geführt haben.

## Leben
Nach dem Studium der Evangelischen Theologie an der Universität Uppsala wurde Stendahl 1944 zum Pfarrer ordiniert und arbeitete als Pastor in Västerhaninge im Großraum Stockholm. 1948 wurde er Studentenpfarrer an der Universität Uppsala, wo er 1951 eine Assistentenstelle übernahm und 1954 mit einer Untersuchung zum Matthäusevangelium zum Dr. theol. promoviert wurde.
Im selben Jahr ging er als Professor an die Harvard Divinity School, weil er vom Harvard-Präsidenten Nathan Pusey berufen wurde. Er trug wesentlich zum Wiederaufbau dieser theologischen Hochschule bei, er führte den Master of Theological Studies ein, und er wirkte von 1968 bis 1979 auch als Dekan. Als Integrationsfigur führte er nebst seinen Führungs- und Lehraufgaben wöchentlich einen Abendmahlsgottesdienst an der Hochschule durch, an dem Personen aus unterschiedlichen christlichen Kirchen teilnahmen. Er war zudem als Prediger und Seelsorger tätig. Gleichzeitig arbeitete er als Moderator des Ausschusses für die Kirche und das Jüdische Volk (CCJP) des Ökumenischen Rats der Kirchen an einer Neuorientierung im Verhältnis der Kirchen zum Judentum mit. An der siebten Vollversammlung des Ökumenischen Rats der Kirchen 1991 im australischen Canberra trug er thematisch wesentlich mit seinem Buch … und lebenspendend wirkt der Geist. Gedanken zum Thema „Komm, Heiliger Geist – erneuere die ganze Schöpfung“ (englischer Originaltitel: Energy for Life: Come Holy Spirit – Renew the Whole Creation).
1984 als Bischof in seine Heimatstadt berufen, setzte er sich unter anderem für die Stärkung des Engagements der Schwedischen Kirche für Frieden, Gerechtigkeit und Bewahrung der Schöpfung ein. Er trat aber auch für die Ordination von Frauen ein, über die er schon 1966 unter dem Titel The Bible and the Role of Women eine wichtige exegetische Arbeit veröffentlicht hatte, und für die Rechte von Homosexuellen in der Kirche.
Nach der Emeritierung kehrte er 1989 wieder nach Harvard zurück und übernahm die Position des Hochschulseelsorgers (englisch: chaplain) und lehrte als Andrew W. Mellon Professor of Divinity. Gleichzeitig hatte er an der Brandeis University bis 1993 als erster die Myra and Robert Kraft and Jacob Hiatt Distinguished Professor of Christian Studies inne, die ein Programm zur Förderung gemeinsamer Werte unter Studenten mit unterschiedlichem religiösem Hintergrund beinhaltete. 1994 wurde er einer der Direktoren des Osher-Zentrums für Toleranz und Pluralismus am Shalom-Hartman-Institut in Jerusalem, und er ermöglichte damit etliche Arbeitsbesuche amerikanischer Wissenschaftler in Israel.
Nach abnehmenden Kräften und zunehmenden Krankheiten verstarb er mit 86 Jahren. Am 16. Mai 2008 fand in der Harvard Memorial Church ein Gedenkgottesdienst statt.

## Werk und Bedeutung
Neben seinen Beiträgen zum interreligiösen, besonders zum jüdisch-christlichen Dialog ist Stendahl vor allem für seinen Aufsatz The Apostle Paul and the Introspective Conscience of the West (zuerst 1963) bekannt. Mit seiner These, dass die abendländische Interpretation der Theologie des Paulus zu Unrecht die Rechtfertigungslehre als Schlüsselkategorie ansah, arbeitete er der sogenannten Neuen Perspektive auf Paulus vor. Der Aufsatz wurde 1978 auch auf Deutsch veröffentlicht.

## Ehrungen
- Stendahl erhielt mehrere Ehrendoktorwürden, u. a. vom St. Olaf College in Northfield, Minnesota (1971), von der Miami University in Oxford, Ohio (1978), der Brandeis University (1981) und der University of St Andrews (1987).
- 1962 wurde er in die American Academy of Arts and Sciences berufen.
- 1988 erhielt er mit Gerhart Riegner den Ladislaus Laszt International Ecumenical Award der Ben-Gurion-Universität im Negev in Israel.
- 1993 erhielt er zusammen mit seiner Frau Brita Stendahl den ersten Myron B. Bloy Memorial Award der Association for Religion and Intellectual Life.

## Privates
Stendahl war von Jugend an mit der schmerzhaften Krankheit Arthritis betroffen. Er war mit Brita Johnsson, einer Schriftstellerin und Wissenschaftlerin für skandinavische und vergleichende Literatur und Kultur, verheiratet. Sie hatten zwei Söhne, eine Tochter, einige Enkelkinder und Urenkel. Sie wohnten bis zum Lebensende in Cambridge an der Ostküste und auf der vorgelagerten Insel Nantucket.

## Schriften (Auswahl)
- The school of St. Matthew, and its use of the Old Testament. C. W. K. Gleerup, Lund, 1954; 2nd ed. 1968.
- Scrolls and the New Testament. NY: Harper, 1957; SCM Press, 1958. Reprint ISBN 0-8371-7171-7.
- The Apostle Paul and the Introspective Conscience of the West. In: Harvard Theological Review 56 (1963), S. 199–215.
- The Bible and the Role of Women. Fortress Press, Philadelphia 1966.
- (mit Theodore Runyon): What the Spirit is Saying to the Churches: Essays. Hawthorn Books, 1975. ISBN 0-8015-8546-5.
- Paul Among Jews and Gentiles and Other Essays. Augsburg Fortress, 1977. ISBN 0-8006-1224-8 (Deutsch: Der Jude Paulus und wir Heiden: Anfragen an das abendländische Christentum (Kaiser-Traktate 36). Chr. Kaiser, München 1978. ISBN 3-459-01177-7)
- Meanings: The Bible As Document and As Guide. Fortress Press, Philadelphia 1984. ISBN 0-8006-1752-5
- Holy Week Preaching. Fortress Press, Philadelphia 1985. ISBN 0-8006-1851-3
- Energy for Life: Reflections on a Theme: "Come Holy Spirit, Renew the Whole Creation". Paraclete Press, 1990. ISBN 2-8254-0986-3 ISBN 1-55725-233-5 (Deutsch: … und lebenspendend wirkt der Geist. Gedanken zum Thema „Komm, Heiliger Geist – erneuere die ganze Schöpfung“. Genf 1990)
- Final Account: Paul's Letter to the Romans. Augsburg Fortress, 1995. ISBN 0-8006-2922-1 (Deutsch: Das Vermächtnis des Paulus. Eine neue Sicht auf den Römerbrief. Theologischer Verlag, Zürich 2001).
- Zur Situation der neutestamentlichen Exegese um 1930. Erinnerungen und Reflexionen. In: Bibelauslegung und ökumenische Leidenschaft. Die Beiträge des Wissenschaftlichen Symposiums aus Anlass des 100. Geburtstags von Oscar Cullmann. Hrsg. von Rudolf Brändle. Reinhardt, Basel 2002, S. 207–215.
- Why I Love the Bible: beyond distinctions of intellect and spirit, an ever-transforming affair of the heart, Harvard, Cambridge 2007